# Axonopus purpusii
Axonopus purpusii är en gräsart som först beskrevs av Carl Christian Mez, och fick sitt nu gällande namn av Mary Agnes Chase. Axonopus purpusii ingår i släktet Axonopus och familjen gräs. Inga underarter finns listade i Catalogue of Life.